# Apristurus indicus
Apristurus indicus es una especie de peces de la familia Scyliorhinidae en el orden de los Carcharhiniformes.

## Morfología
Pueden llegar alcanzar los 34 cm de longitud total.

## Reproducción
Es ovíparo.

## Distribución geográfica
Se encuentra en las  costas de Somalia, Golfo de Adén, Omán y posiblemente en Namibia y Sudáfrica.